# 富山県道190号稲荷停車場線
富山県道190号稲荷停車場線（とやまけんどう190ごう いなりていしゃじょうせん）は富山県富山市内を通る一般県道である。

## 概要

### 路線データ
- 起点：富山地方鉄道稲荷町駅（富山県富山市稲荷元町2丁目）
- 終点：富山県富山市稲荷町1丁目（富山県道172号八幡田稲荷線・富山県道316号稲荷町新庄線交点）
- 実延長：591m

## 沿革
- 1960年（昭和35年）4月23日 - 認定[1]

## 地理

### 通過する自治体
- 富山県富山市

### 接続する道路
- 富山市道（起点：富山市稲荷元町2丁目、稲荷町駅前）
- 富山県道316号稲荷町新庄線（富山市稲荷元町2丁目 - 稲荷1丁目交差点（終点）で重複）
- 富山県道172号八幡田稲荷線（終点：稲荷1丁目交差点）

### 周辺
- 富山地方鉄道本線・不二越線 稲荷町駅
- 富山稲荷郵便局
- アピアショッピングセンター
  - アルビス アピア店